# Rio Ghia
O Rio Ghia é um rio da Romênia, afluente do Ciocadia, localizado no distrito de Gorj.